# المداة (جبلة)

تعديل مصدري - تعديل

المداة هي إحدى قرى عزلة المكتب بمديرية جبلة التابعة لمحافظة إب، بلغ تعداد سكانها 285 نسمة حسب تعداد اليمن لعام 2004.